# José Antonio Quirós
José Antonio Quirós (Villar de Salcedo, Quirós, Astúries, 1963) és un director i guionista de cinema espanyol, que alterna la temàtica social i l'humor.
Llicenciat en Ciències de la Informació per la Universitat Complutense i diplomat en Història del Cinema a la Universitat de Valladolid, va començar en la indústria del cinema com a meritori d'algunes pel·lícules de Manuel Summers. Va continuar la seva tasca cinematogràfica a la Filmoteca Espanyola recuperant material fílmic inèdit de la història del cinema espanyol.
A partir de 1991 crea la seva pròpia productora, El Nacedon Films, amb la intenció de produir, escriure i dirigir els seus propis treballs.
Entre 1991 i 1994 dirigeix quatre curtmetratges (Sólo quiero disfrutar contigo, Comamos y bebamos todos de Él, Que me hagan lo que quieran i Chasco), participant en diversos Festivals Internacionals com la Mostra de Venècia i a Vevey (Suïssa).
En 1996 produeix i dirigeix Solas en la tierra, un documental sobre vídues de miners que va ser emès en diversos canals de televisió. Va rebre el Gran Premi Social en el 2000, i li va obrir les portes al llargmetratge.
En 1999 dirigeix la pel·lícula Pídele cuentas al rey, nominada a l'Espiga d'Or i premi de l'audiència a la Seminci i premi a la millor òpera prima, millor pel·lícula, director, música i guió al Festival Internacional de Cinema de Comèdia de Peníscola.
En 2003 produeix i dirigeix el documental Gran Casal, me como el mundo, sobre la vida del malmès cantant i artista Tino Casal, un treball acaronat per la crítica i injuriat pels fans del cantant.
En 2008 estrena Cenizas del cielo, de temàtica mediambiental, per la que fou nominat al Goya al millor guió original i va guanyar el Premi Gran Terra al Festival Internacional de Cinema de Tòquio.
En 2010 inicia la Trilogia de la Solitud amb 3 documentals: Objetivo Braila (2010), Premi Alcances 2011, menció Especial del Jurat; Desde Rusia con dolor (2011); i Despoblados (2012). Entre 2013 i 2015 grava 2 minisèries (Aquí rl Paraíso i Aquí mi Paraíso) i roda el llargmetratge Todo el tiempo del mundo. El 2019 comença a rodar el seu darrer documental Lámpara oscura, ambientat en una tragèdia mineraa Astúries.

## Filmografia
- 2020 : Lámpara oscura (llargmetratge documental)
- 2018 : Los desorientados (llargmetratge)
- 2017: Aquí SIN Paraíso. minisèrie TV (3 capítols)
- 2015: Todo el tiempo del mundo. (llargmetratge)
- 2014: Aquí MI Paraíso. minisèrie TV (3 capítols)
- 2013: Aquí EL Paraíso. minisèrie TV (3 capítols)
- 2012: Despoblados (documental)
- 2011: Desde Rusia con dolor (fals documental)
- 2010: Objetivo Braila (llargmetratge fals documental)
- 2009: Holidays (llargmetratge documental). Productor
- 2008: Cenizas del cielo (llargmetratge)
- 2004: Gran Casal, me como el mundo (llargmetratge documental)
- 1999: Pídele cuentas al rey (llargmetratge)
- 1997: Solas en la tierra (llargmetratge documental)
- 1994: Chasco (curtmetratge ficció)
- 1993: Que me hagan lo que quieran (cm)
- 1992: Comamos y bebamos todos de él (cm)
- 1990: Sólo quiero disfrutar contigo (cm)
- 1987 : Trabajo de amor que se pierde, mig-metraje (guió).